# Прекуле
Прекуле (лит. Priekulė) — місто на заході Литви, у Клайпедському районі Клайпедського повіту. Розташоване на річці Мінія.

## Населення
| Динаміка населення з 1925 по 2018 |          |          |      |          |          |          |
| 1925                              | 1959пер. | 1970пер. | 1976 | 1979пер. | 1989пер. | 2001пер. |
| 1101                              | 1823     | 1931     | 2000 | 1864     | 1826     | 1725     |
| 2010                              | 2011пер. | 2017     | 2018 | -        | -        | -        |
| 1644                              | 1413     | 1261     | 1256 | -        | -        | -        |
| Гістограма динаміки населення     |          |          |      |          |          |          |

## Світлина

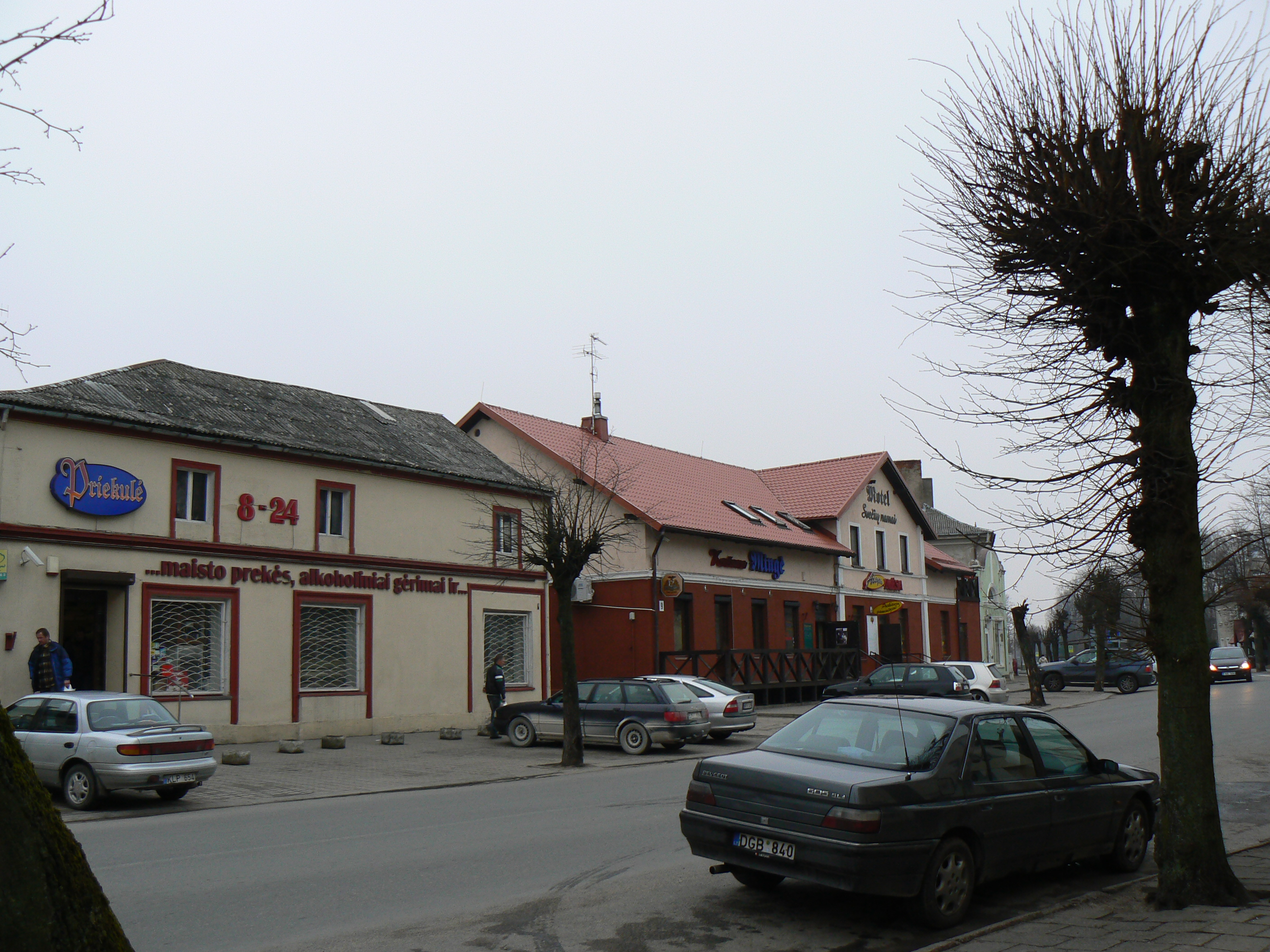
Вулиця в центрі
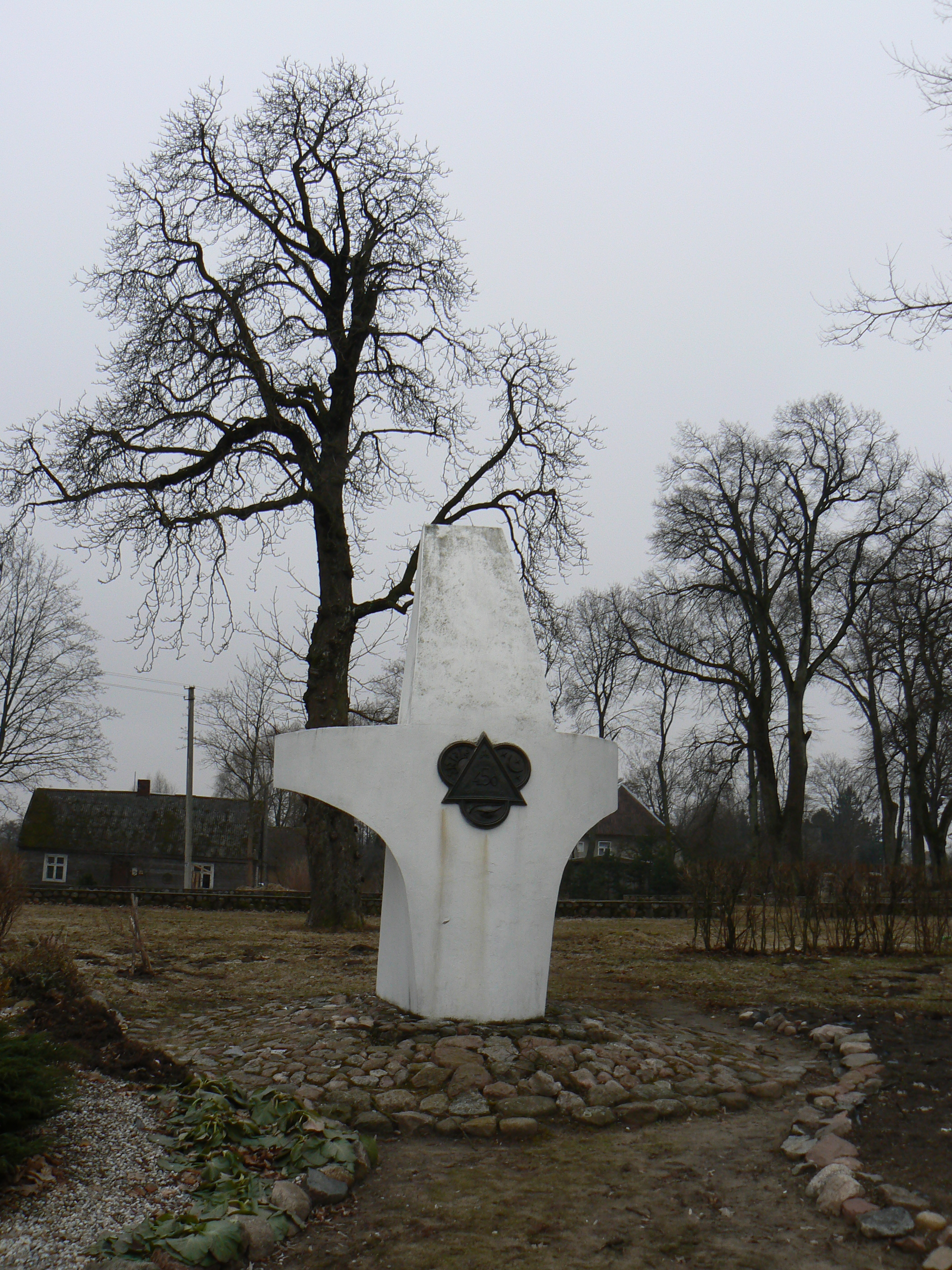
Пам'ятник на честь 450 річчя міста
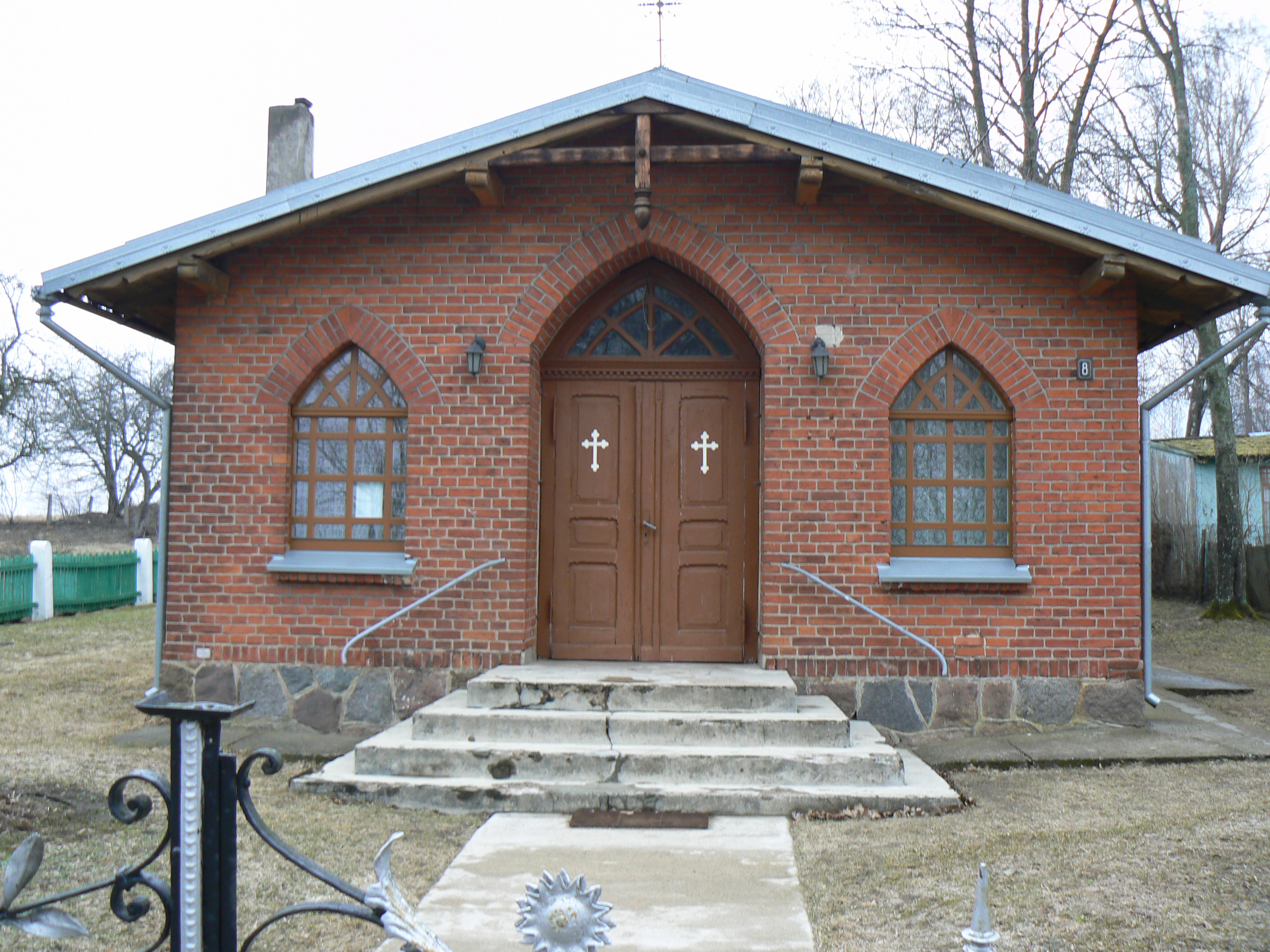
Церква